# Zoran Milanović
Zoran Milanović, född 30 oktober 1966 i Zagreb, är en kroatisk politiker och sedan den 19 februari 2020 Kroatiens president. Under åren 2007–2016 var han partiledare för Kroatiens socialdemokratiska parti (SDP) och åren 2011–2016 var han Kroatiens premiärminister. Han valdes till president i presidentvalet den 5 januari 2020 där han vann i en andra valomgång över den då sittande presidenten Kolinda Grabar-Kitarović.

## Familj och uppväxt
Zorans föräldrar, fadern Stipe och modern Gina, har sina rötter i Sinj i Dalmatien. Han har även en bror vid namn Krešimir. Zoran är gift med Sanja Milanović, född Musić, och paret har två söner. Han har studerat vid Zagrebs universitet och talar flytande engelska, ryska och franska.

## Premiärminister
Inför parlamentsvalet år 2011 bildade SDP och tre andra mitten-vänsterorienterade politiska partier valkartellen Kuckeliku med Milanović som ledare. I det följande parlamentsvalet den 4 december 2011 vann koalitionen absolut majoritet med 81 av 151 mandat i det kroatiska parlamentet.
Milanović tillträdde som premiärminister den 23 december 2011. Med anledning av valförlusten i parlamentsvalet år 2015 förlorade den av socialdemokraterna ledda koalitionen regeringsmakten. Den 22 december tillträdde en ny mitten-högerregering med Tihomir Orešković som premiärminister.